# Рока, Хосе Антонио
Хосе́ Анто́нио Ро́ка Гарси́я (исп. José Antonio Roca García; 24 мая 1928, Мехико, Мексика — 4 мая 2007, Мехико, Мексика) — мексиканский футболист и тренер, защитник. Участник чемпионатов мира 1950, 1954 и 1958 годов в составе национальной сборной Мексики.

## Клубная карьера
Рока дебютировал во взрослом футболе в 1947 году выступлениями за команду «Астуриас», в составе которой провёл три сезона. В 1950 году присоединился к клубу «Некакса», за который играл в течение следующих четырёх сезонов своей карьеры.
В 1954 году заключил контракт с клубом «Сакатепек». За 9 лет в составе команды дважды выиграл титул чемпиона Мексики (1954/1955, 1957/1958), дважды стал обладателем национального кубка (1956/1957, 1958/1959), а также трофея «Чемпион чемпионов» в 1958 году.
Завершил профессиональную игровую карьеру в клубе «Атланте» в 1969 году.

## Карьера в сборной
4 сентября 1949 года дебютировал в официальных матчах в составе национальной сборной Мексики в матче отборочного турнира чемпионата мира 1950 года против США (6:0). В 1950 году был вызван на чемпионат мира в Бразилии, на котором принял участие во всех матчах группового этапа: против хозяев турнира (0:4), Югославии и сборной Швейцарии (1:2). После этого попадал в заявку на чемпионат мира 1954 года в Швейцарии и 1958 года в Швеции, но на поле в рамках этих турниров не выходил. За свою карьеру провёл в составе сборной 12 матчей.

## Тренерская карьера
После завершения своей футбольной карьеры Рока занимал административную должность в федерации футбола Мексики, а в 1970 году получил предложение возглавить тренерский штаб клуба «Америка» Мехико. В первом же сезоне под его руководством команда завоевала второе в истории чемпионство. Кроме того, в том же сезоне началась рекордная серия «Америки» по количеству матчей без поражений (24), завершившаяся лишь в следующем розыгрыше турнира. В сезоне 1973/1974 команда так же стала обладателем национального кубка.
В 1975 году покинул клуб и возглавил «Сан-Исидро Лагуну», а в 1976 году стал тренировать «Атлетико Эспаньол». В 1977 году был назначен главным тренером сборной Мексики и в том же году вывел команду на чемпионат мира, одержав победу на чемпионате наций КОНКАКАФ. Однако на самом турнире сборную ожидал худший результат в её истории: Мексика заняла последнее место в группе, проиграв Тунису (1:3), Польше (1:3) и ФРГ (0:6).
Вскоре после окончания Мундиаля Рока возглавил «Тампико», а через год вернулся в «Америку». В сезоне 1979/80 команда заняла первое место в своей группе чемпионата и провела серию из 19 матчей без поражений, покинув турнир на стадии плей-офф. Однако в следующем сезоне клуб показал худший результат с сезона 1948/1949, заняв только 13 место из 20 в общей турнирной таблице и не сумев пробиться в плей-офф, в связи с чем Хосе Антонио покинул команду в конце сезона. Следующим клубом в карьере Роки стал «Атлас», а в период с 1982 по 1984 год он возглавлял тренерский штаб клуба «Толука». После этого тренировал два своих бывших клуба, «Некакса» (1984—1985) и «Атланте» (1985—1987). Завершил тренерскую карьеру в клубе «Анхелес де Пуэбла» по окончании сезона сезоне 1987/88.
С 1997 по 2005 год Хосе Антонио Рока был директором футбольной программы Монтеррейского технологического института. В 2005 году у него случился инсульт, в результате которого он навсегда отказался от работы в спортивной индустрии. Рока умер в 2007 году в Мехико от остановки дыхания.

## Достижения

### Как игрок
Сакапетек
- Чемпион Мексики (2): 1954/1955, 1957/1958
- Обладатель Кубка Мексики (2): 1956/1957[англ.], 1958/1959[англ.]
- Чемпион чемпионов: 1958

### Как главный тренер
Америка (Мехико)
- Чемпион Мексики: 1970/1971[англ.]
- Кубок Мексики: 1973/1974[англ.]

Мексика
- Чемпионат наций КОНКАКАФ: 1977